# Assassin's Creed Valhalla
Assassin's Creed Valhalla je akcijska igra vlog iz leta 2020, ki jo je razvil Ubisoft Montreal, izdal pa Ubisoft. Gre za dvanajsti veliki del serije Assassin's Creed in naslednika igre Assassin's Creed Odyssey iz leta 2018. Igra se dogaja v letih 872-878 našega štetja in pripoveduje izmišljeno zgodbo iz časa vikinške ekspanzije na Britansko otočje. Igralci nadzorujejo vikinginjo Eivor Varinsdottir, ki se zaplete v stoletni konflikt med bratovščino asasinov, ki se bori za mir in svobodo, ter templjarskim redom, ki želi mir pridobiti z nadzorom. Sodobni del zgodbe je postavljen v 21. stoletje in spremlja Laylo Hassan, bratovščine asasinov, ki podoživlja Eivorjeve spomine, da bi našla način, kako rešiti Zemljo pred uničenjem.
Igra je bila za sisteme Microsoft Windows, PlayStation 4, Xbox One, Xbox Series X in Series S ter Stadia izdana 10. novembra 2020, različica za PlayStation 5 pa 12. novembra. Igra je prejela večinoma pozitivne ocene, ki so pohvalile pripoved, like, glasovno igranje, vizualno podobo, glasbo, zasnovo sveta in medsebojno povezanost dejavnosti, kritizirali pa so jo zaradi dolžine, tehničnih težav, ponavljajoče se strukture in odvisnosti od mikrotransakcij namesto posodobitev igre. Igra je do zdaj dosegla največji uspeh v seriji Assassin's Creed, saj je v prvem tednu prodala največje število izvodov.

## Zgodba
Leta 2020, dve leti po dogodkih v Atlantidi, je nepojasnjena krepitev zemeljskega magnetnega polja začela negativno vplivati na planet. Asasini prejmejo signal, ki jih vodi do koordinat v Novi Angliji, kjer Layla Hassan, Shaun Hastings in Rebecca Crane izkopljejo ostanke vikinginje. Layla, ki je pod vplivom Hermesove palice (Staff of Hermes) in čuti krivdo zaradi smrti Victorie Bibeau, vstopi v Animus, da bi si ogledala vikingove spomine.
Na Norveškem v 9. stoletju je mlada Eivor Varinsdottir med praznikom v čast kralju Styrbjornu iz klana Raven priča plenjenju njenega rojstnega mesta, ki ga je izvedel vojskovodja Kjotve Kruti. Eivorjin oče Varin se v zameno za varnost svojega ljudstva preda, kar je v nasprotju z vikinško tradicijo častne smrti v bitki. Kjotve ubije Varina in uniči mesto. Eivor reši Sigurd, Styrbjornov sin, vendar jo med pobegom napade volk, zaradi česar dobi vzdevek "Volčji poljub" (Wolf-Kissed). Sedemnajst let pozneje Eivor posvoji Styrbjorn in se maščuje Kjotveju. Njen zadnji poskus je neuspešen, vendar najde očetovo sekiro. Ko se je dotakne, se Eivor prikaže videnje Odina, zato se posvetuje z lokalno prerokovalko Valko. Valka ji prikliče novo vizijo, v kateri Sigurd izgubi roko, nato pa ga požre velikanski volk. Valka si videnje razlaga kot prerokbo, da bo Eivor izdala Sigurda, vendar temu Eivor noče verjeti.
Styrbjorn pokara Eivorja, ker zasleduje Kjotveja, saj je s tem tvegala začetek vojne. Sigurd se vrne z roparske odprave, pridružita pa se mu tujca Basim in Hytham, člana Skritih. Sigurd Eivor podari Basimovo Rezilo Skritih. Sorodnika se upreta Styrbjornovim ukazom, napadeta Kjotveja in mu odvzameta vas, nato pa se srečata s kraljem Haraldom, ki jima ponudi podporo. Basim in Hytham pojasnita, da sta sledila Sigurdu na Norveško, da bi ubila Kjotveja, vendar se strinjata, da to lahko stori Eivor. Sigurd s Haraldovimi okrepitvami vodi napad na Kjotvejevo utrdbo, Eivor pa Kjotveja ubije.
Po zmagi Harald razglasi, da namerava združiti Norveško v enotno kraljestvo pod svojo vladavino. Styrbjorn obljubi zvestobo Haraldu, kar razjezi Sigurda, ki je pričakoval, da bo podedoval krono. Skupaj z Eivor odpeljeta svoje zveste člane klana na eksodus v Anglijo, da bi si ustvarila lastno kraljestvo. Naselijo se v zapuščenem vikinškem taboru v Merciji in ga poimenujejo Ravensthorpe. Da bi si zagotovili svoj položaj, se povežejo z lokalnimi vikinškimi klani in saškimi kraljestvi, zaradi česar Eivor stopi v stik z zavezniki, kot so Ivar, Halfdan in Ubba Ragnarsson, Guthrum Jarl in Ceolwulf iz Mercije. Medtem Hytham razkrije, da je v Angliji prisoten Red starodavnih—sovražniki Skritih—n zaprosi Eivor za pomoč pri odpravi njegovih članov v Lundnu, Jorviku in Winchestru. Pri tej nalogi Eivor pomaga nekdo, ki se skriva pod psevdonimom "Ubogi Kristusov Soborec" (Poor Fellow-Soldier of Christ).
Eivorjine vizije se nadaljujejo. Valka ji da eliksir, zaradi katerega sanja o Asgardu, in jo prestavi v telo Odina, ki poskuša preprečiti svojo usodno smrt v Ragnaröku. Ko se Loki upre Odinovim zakonom in spočne sina Fenrira, Odin odpotuje v Jötunheimr, da bi dobil čarobno medico, ki bo zagotovila, da se bosta po Ragnaröku njuni duši reinkarnirali. Po vrnitvi v Asgard, Odin zveže Fenrira nato pa on in drugi Azi, vključno s Thorom, Tyrom in Freyjo, spijejo medico in svoje duše prenesejo v Yggdrasil, vendar Lokiju prepovejo, da bi se udeležil obreda. Layla ugotovi, da so te vizije pravzaprav videnja Isu med Veliko Katastrofo in da se je Loki uprl Odinu in si zagotovil preživetje, čeprav Aziji tega niso vedeli.
Sigurd in Basim odkrijeta Isu relikvijo, imenovano Saga Kamen (Saga Stone), in Sigurd z Basimovo spodbudo začne verjeti, da je bog. Sigurda ujame Fulke–agentka reda in služabnica kralja Alfreda iz Wessexa– ki verjame, da je Isu ali njegov potomec. Eivor in Basim izsledita Fulke do njenega oporišča in jo ubijeta, vendar šele potem, ko muči Sigurda in mu odvzame desno roko. Sigurd se zapre vase in postane razočaran. Prepričan o svoji božanskosti se Sigurd z Eivor vrne na Norveško, kjer odkrijeta skriti Isu tempelj z naprednim računalniškim sistemom v obliki velikega drevesa. Eivor in Sigurd se povežeta z računalnikom in se navidezno preneseta v Valhallo, kjer lahko uživata v neskončnih bitkah. Vendar Eivor tam zagleda svojega očeta. Ker mu način smrti onemogoča prisotnost v posmrtnem življenju, Eivor spozna, da je Valhalla svet sanjačev, in pobegne s Sigurdom. Zunaj se soočita z Basimom, ki jima razkrije, da so Eivor, Sigurd in on sam reinkarnacije Odina, Tyra in Lokija. Basim napade Eivorja, ker se želi maščevati za Fenrira, vendar Eivor s Sigurdovo pomočjo ujame Basima v računalnik.
Sigurd se zave svoje neumnosti, zato se odpove vodenju klana in se odloči, da bo ostal na Norveškem ali pa sledil Eivor nazaj v Anglijo. V Angliji se Eivor in njeni zavezniki pridružijo Guthrumovemu napadu na Wessex. Združene dansko-saksonske sile premagajo Alfredad v bitki pri Chippenhamu in ga prisilijo v beg. Eivor pozneje izsledi Alfreda, ki zdaj živi v izgnanstvu v Athelneyju kot navaden meščan, in izve, da je veliki mojster reda starodavnih in "Ubogi Kristusov Soborec". Alfred je podedoval vodstvo reda, vendar ga je zaradi očitne herezije proti krščanstvu z gnusom poskušal uničiti od znotraj; na njegovo mesto namerava postaviti nov bogaboječ red. Eivor se vrne v Ravensthorpe, kjer je deležna junaške dobrodošlice.
V letu 2020 asasini sklepajo, da je krepitev magnetnega polja posledica tega, da je Desmond Miles leta 2012 aktiviral Isu stolpe, da bi Zemljo zaščitil pred koronalnim izbruhom. Layla se odpravi v norveški tempelj, da bi polju povrnila ustrezno moč, in s seboj prinese palico, s katero se zaščiti pred smrtonosnim sevanjem. Layla vstopi v simulacijski računalnik templja in naleti na Basima, ki ostaja ujet. Basim razkrije, da je poslal sporočilo, ki je asasine pripeljalo do Eivor, in pouči Laylo, kako naj stabilizira magnetno polje. To sprosti Basima. Layla, ujeta v simulaciji, sreča bitje, imenovano Bralec (The Reader), in skupaj skušata preprečiti novo izumrtje. Medtem Basim ukrade palico, v kateri je zavest njegove ljubimke Aletheie, pomladi svoje telo in pobegne iz templja. Spozna Shauna in Rebecco ter zaprosi za srečanje z Williamom Milesom. Ko odideta, Basim ponovno vstopi v Animus, da bi našel svoje pogrešane otroke.

#### Wrath of the Druids (Bes druidov)
Leta 879, po dogodkih iz glavnega dela igre, Eivor prejme pismo svojega bratranca po materini strani Bárida mac Ímaira, ki je postal dublinski kralj, in jo prosi za pomoč. Eivor odpotuje na Irsko, se ponovno sreča s svojim bratrancem in spozna njegovega uporniškega sina Sichfritha. Bárid obvesti Eivor, da želi postati zaveznik Flanna Sinne, ki naj bi bil okronan za irskega kralja, in Eivor privoli, da ga bo spremljala na Flannovo kronanje, kjer spozna irskega barda Ciaro ingen Medbo, ki je Flannova osebna svetovalka. Tik pred Flannovim kronanjem Eivor, Ciara in Bárid odkrijejo zaroto za javni atentat na Flanna in preprečijo preprečijo njegovo izvedbo, Eivor in Bárid pa izsledita in ubijeta morilca. Ko o tem obvestita Ciaro, ju prosi, naj tega ne povesta Flannu, saj bi s tem zmotila obred. Eivor se pozneje sreča s Flannom in mu pomaga pri zbiranju zaveznikov za okrepitev njegove vladavine na Irskem. Po zavzetju gradu Cashelore Eivor odkrije, da je bila Flannova vojska zastrupljena, in se s Ciaro odpravi iskat protistrup. Eivor izve, da so za to odgovorni Otroci Danu (ang. Children of Danu), kult druidov, ki želijo iz Irske izriniti norveško in krščansko vero. Eivor izve tudi, da je bila Ciara nekoč članica te skupine. Ciara pove Eivor, da je kult zapustila, ko je izvedela za njihove ekstremne ideje, in Eivor ji obljubi, da jih bo izsledila.
Eivor polovi druide in tako oslabi njihov vpliv na Irskem, hkrati pa zagotovi Báridovo zavezništvo s Flannom. Leta 881 Eivor odkrije, da je vodja Otrok Danu armaghski opat Eogan mac Cartaigh, ki se je pretvarjal, da je kristjan, in je želel Norvežane in kristjane pregnati z Irske. Medtem ko Flanna in Bárida obvesti o razkritju, Eogan s svojimi silami obkoli Clogher. Bárid je v napadu ubit, njegovo mesto dublinskega kralja pa prevzame njegov sin Sichfrith. Eivor priseže, da se bo maščevala in kasneje vodi napad na Clogher, kjer se spopade z Eoganom in ga ubije.
Eivor se s Ciario vrne v Ulster, da bi se pogovorila s Flannom, vendar izve, da želijo drugi irski kralji na Irskem popolnoma izkoreniniti druidsko vero, saj so izvedeli, da je bil Eogan druid. Flann se strinja, da bo sprožil inkvizicijo proti druidom, v kateri se bodo lahko vsi druidi spreobrnili ali pa bodo izgnani. Razjarjena Ciara se odpravi do kamna Lia Fáil, da bi preprečila izkoreninjenje svoje kulture. Eivor in Flann, ki je spoznal, da je bila njegova nepremišljena odločitev napačna, se odpravita soočiti s Ciaro. Eivorju in Flannu ne uspe pregovoriti Ciare, zato uporabi moč kamna in prevzame nadzor nad Flannovimi možmi, pozneje pa tudi nad Flannom samim, da bi se borila proti svojim nasprotnikom. Eivor premaga Ciaro, igralec pa dobi možnost, da ji prizanese ali pa jo ubije.
Če je Ciara ubita, ji Eivor nameni častno smrt, Flann pa je razžaloščen, da mu Ciare ni uspelo rešiti, nakar uniči Lia Fáil, da njegove moči nihče več ne bo mogel uporabiti. Če je Ciari prizanešeno se ji Flann opraviči za svojo odločitev in ji obljubi, da jo bo preklical, druidom pa bo dal svojo zemljo, kjer bodo lahko prakticirali svojo vero. Hvaležna Ciara nato uniči Lia Fáil. Ne glede na to, kaj igralec izbere, se Eivor vrne v Dublin in s Sichfrithom in Flannom obišče Báridov grob. Flann obljubi Eivor, da bo dober kralj irskemu ljudstvu, nato pa Eivor in Sichfritha pusti sama. Bratranca razmišljata o Báridovi želji po uspešnem Dublinu in o družinski vezi med njima.

#### The Siege of Paris (Obleganje Pariza)
Leta 885 Eivor obišče Toka Sinricsdottir, vikinška bojevnica iz Francije, in jo rekrutira za sodelovanje pri načrtovanem napadu na mesto Pariz; Eivor se strinja zaradi potencialne grožnje, ki jo Angliji predstavlja frankovski cesar Karel Debeli. Eivor se skupaj s Toko odpravi v Melun, da bi se srečal s Sigfredom, Tokinim stricem in jarlom. Sigfred se želi maščevati Frankom za smrt svojega brata Sinrika, Tokinega očeta. Eivor obljubi, da bo s svojim mečem sodelovala v prihajajočem napadu, vendar se želi pomeniti s Karlom v upanju, da se bo konflikt končal na miren način.
Potem ko odbijeta napad frankovskega škofa Engelwina–človeka, ki je neposredno odgovoren za Sincricovo smrt–, se Eivor in Sigfred odpravita v Pariz, da bi ga izsledila. Tam sta priča grofu Odu, pariškemu vojaškemu vodji, ki zbira svoje sile. Eivor zasleduje Engelwina v lokalni cerkvi in se vanjo vtihotapi pod krinko pripadnika. Ubije Engelwina in odkrije povezavo s skrivnostno, vneto sekto Cerkve, imenovano Bellatores Dei (Božji bojevniki). Ko je Engelwin mrtev, se Eivor posveti Karlu Debelemu in odkrije njegovo prisotnost v lokalnem bordelu. Na srečanju s Karlom se Eivor strinja, da bo rešila njegovo ženo Rikardo, ki je pred kratkim izginila, v zameno za pogajanja o usodi Anglije.
Ko Eivor zasleduje Rikordo v Evreuxu, izve, da jo je ujela nuna, znana kot "Mala Mati" (ang. Little Mother), in da jo čaka verski eksorcizem, ki je običajno usoden. Eivor se vtihotapi na slovesnost in ubije Malo Mati r ter jo poveže z Bellatores Dei. Richardis in Eivor odideta v Lisieux, kjer Eivor spozna Bernarda, Karlovega nezakonskega, a edinega moškega dediča. Spozna, da Karl išče Bernarda in da ga Riarda ščiti, da ga oče ne bi pokvaril, preden bi lahko postal kralj.
Po srečanju s Karlom, ki jo izda, se Eivor vrne v Sigfredov prednji tabor v južnem Parizu. Eivor še vedno upa na mirno rešitev, zato se odloči poiskati grofa Oda. Ob tem Eivorino ponudbo za mir–zemljo in srebro v zameno za takojšnjo prekinitev spopadov–odločno zavrne in vikinška vojska se začne pripravljati na bližnje obleganje mesta.
Med obleganjem se Eivor spopade še z dvema članoma Bellatores Dei, vključno s pariškim škofom Gozlinom, vendar postane obupana, ko je priča Sigfredovi krvoločnosti. Eivor je odločena, da bo hitro končala obleganje, zato se vtihotapi v Odovo palačo in ga po kratki bitki prisili, da se preda, ravno ko prispejo okrepitve Karla Debelega. Med mirovnimi pogovori Sigfred privoli v prekinitev obleganja v zameno za veliko vsoto srebra in naziva zaščitnika normandijskih dežel. Ker je med obleganjem izgubil toliko mož, je Eivor zadovoljena, da Karl ne more več ogrožati Anglije.
Nekaj časa kasneje z Eivor stopi v stik grof Odo, ki ji sporoči, da sta Rikarda in Bernard izginila. Eivor usmeri v Amiens in jo prosi, naj ubije Karla. Eivor odpotuje v Amiens in reši Bernarda, nato pa se vtihotapi v Karlovo palačo. Karel, ki ga je obšla norost in je Rikardo večkrat obtožil prešuštva, jo podvrže ognjeni preizkušnji, vendar zaradi Eivorinega pravočasnega posredovanja in dežja preživi. Eivor se s Karlom spopade v bitki pod palačo, kjer ima priložnost, da Karla ubije ali pa si ga podredi. Ne glede na izbiro grof Odo poskuša zapolniti praznino, ki jo je pustila Karlova odsotnost.
Ko se grožnja Angliji konča, Eivor zapusti Francijo, saj ve, da ima novo prijateljico in zaveznico v jarlu Toki Sinricsdottirju, ki je pred kratkim prevzela oblast po Sigfredovi odločitvi, da odstopi.